# Резолюция 100 на Съвета за сигурност на ООН
Резолюция 100 на Съвета за сигурност на ООН е приета единодушно на 27 октомври 1953 г. по повод конфликта в Палестина.
След като разглежда доклада на началник-щаба на Организацията на ООН за наблюдение спазването на примирието в Близкия изток от 23 октомври 1953 г., Съветът за сигурност намира за необходимо работите в демилитаризираната зона да бъдат преустановени, докато въпросът бъде разискван в Съвета за сигурност. Съветът за сигурност изразява задоволството си от изявлението на представителя на Израел, направено на 631 заседание на Съвета, относно поетия от правителството на Израел ангажимент да преустанови въпросните работи в демилитаризираната зона по време на разглеждането на въпроса в Съвета за сигурност. Съветът за сигурност разчита, че началник-щабът на Организацията на ООН в Палестина ще го информира за спазването на този ангажимент.